# Lặc Nhĩ Cẩm
Lặc Nhĩ Cẩm (tiếng Trung: 勒爾錦, tiếng Mãn: ᠯᡝᡵᡤᡳᠶᡝᠨ, chuyển tả: Lergiyen ; 29 tháng 1 năm 1652 - 7 tháng 9 năm 1706) là một hoàng thân của nhà Thanh trong lịch sử Trung Quốc, người thừa kế 1 trong 12 tước vị Thiết mạo tử vương.

## Cuộc đời
Lặc Nhĩ Cẩm sinh vào giờ Mão, ngày 9 tháng 12 (âm lịch) năm Thuận Trị thứ 8 (1651), trong gia tộc Ái Tân Giác La. Ông là con trai nhỏ nhất của Thuận Thừa Cung Huệ Quận vương Lặc Khắc Đức Hồn. Mẹ ông là Kế Phúc tấn Tha Tháp Lạp thị. Năm Thuận Trị thứ 9 (1652), cha ông là Lặc Khắc Đức Hồn qua đời, ông được thế tập tước vị Thuận Thừa Quận vương đời thứ 2. Năm Khang Hi thứ 11 (1672), ông chưởng quản sự vụ Tông Nhân phủ.

### Loạn Tam phiên
Năm thứ 12 (1673), Ngô Tam Quế tạo phản, ông được phong làm Ninh Nam Tĩnh Khấu Đại tướng quân (宁南靖寇大将军), suất quân đi thảo phạt. Năm thứ 13 (1674), ông đóng quân ở Kinh Châu. Quân đội của Ngô Tam Quế đã chiếm được Nguyên Châu và Thường Đức, sau đó lại đưa quân tới Ba Đông để vào Tương Dương. Tháng 3 cùng năm, tướng quân thuộc cấp của Ngô Tam Quế là Lưu Chi Phục suất lĩnh thủy quân xâm phạm Di Lăng, dựng năm doanh trại gần sông. Lặc Nhĩ Cẩm phái Hộ quân Thống lĩnh Ngạch Ti Thái và một vài tướng lĩnh khác suất quân thủy bộ cùng tấn công, đánh bại quân Ngô Tam Quế. Tháng 4, một thuộc cấp khác của Ngô Tam Quế là Đào Kế Trí một lần nữa dẫn quân từ Nghi Đô đến tấn công. Đến tháng 7 thì quân của Lặc Nhĩ Cẩm đánh bại các tướng quân dưới trướng Ngô Tam Quế như Ngô Ứng Kỳ và nhiều tướng lĩnh khác.
Năm thứ 14 (1675), tháng 5, quân của Ngô Tam Quế tiếp tục xâm phạm Quân Châu, bị Đô thống Y Lý Bố do Lặc Nhĩ Cẩm phái đi đánh bại. Tháng 6, phản tướng Dương Lai Gia đến xâm phạm, bày trận trên đỉnh núi, từ thung lũng xuống tấn công quân Thanh, bị quân Thanh đánh bại, chém đầu hơn ba ngàn người. Lặc Nhĩ Cẩm tấu: "Địch áp sát Di Lăng, có rất nhiều binh lính trên thuyền. Xin tăng cường thêm chiến hạm để chặn đánh". Khang Hi Đế đồng ý. Tháng 7, tướng Vương Hội của Ngô Tam Quế và các tướng lĩnh khác đã cùng nhau xâm phạm Nam Chương, Lặc Nhĩ Cẩm phái Y Lý Bố và Tổng đốc Thái Dục Vinh hợp lực chặn đánh. Tháng 8, ông lại tấu thỉnh lên Khang Hi Đế: "Địch dựng lũy đào hào, kỵ binh không thể tấn công. Nay đơn giản sử dụng bộ binh, cùng với liêm xa và pháo xa cùng tiến, điền hào phát pháo, sau lại dùng quân Mãn Châu, có thể phá địch". Khang Hi Đế nghe theo. Tháng 10, ông thu phục được Hưng Sơn. Vào tháng 12, ông phát lệnh cấm lữ ích sư, bị Khang Hi Đế quở trách kéo dài thời gian.
Năm thứ 15 (1676), đại quân từ Kinh Châu vượt sông, đại phá quân địch ở Văn Thôn, Thạch Thủ, và sau đó chiến đấu ở Thái Bình Nhai, thua trận phải lui lại bảo vệ Kinh Châu. Tháng 9, phái Phó Đô thống Tắc Cách thu phục Vân Tây. Năm thứ 18 (1679), Ngô Tam Quế qua đời, con trai là Ngô Thế Phiên tiếp quản quân đội. Thừa dịp đó, quân Thanh liên tục tấn công Tùng Tư, Chi Giang, Nghi Đô, Lễ Châu, Thường Đức. Ngô Thế Phiên cho quân đốt hủy nhiều nhà cửa ruộng đất rồi dùng thuyền rút quân, Tuần phủ Lý Ích Dương và Án sát viện Trần Bảo Thượng ra hàng. Lặc Nhĩ Cẩm phái quân đuổi theo Ngô Thế Phiên đến Thanh Thạch Đô, bộ tướng dưới trướng Ngô Thế Phiên là Phan Long ra nghênh chiến. Quân Thanh tả hữu giáp công, đuổi theo đến Bình Dục phố, trảm đầu địch quân vô số kể. Quân đội nhà Thanh ngay lập tức giành lại Hành Sơn, tấn công Quý Châu, đánh bại bộ tướng của Ngô Thế Phiên là Liêu Tiến Trung ở Mã Hoàng Sơn, đuổi theo đến Tây Nhưỡng, và sau đó thu phục Quý Châu, Ba Đông và những nơi khác.

### Lột bỏ tước vị
Năm thứ 19 (1680), triều đình hạ chiếu mau chóng đánh hạ Trùng Khánh. Lặc Nhĩ Cẩm yêu cầu Cát Nhĩ Hán ở lại Kinh Châu, bản thân ông tự suất quân đến Trùng Khánh. Tuy nhiên, trên đường thu quân trở về, ông lại tự mình vạch tội, thỉnh cầu cách chức Tướng quân, Khang Hi Đế liền triệu ông về Kinh sư. Về sau nghị tội, lấy tội danh quân đội đóng quân lâu dài, làm lãng phí quân lương, lại làm mất thời cơ, ông bị lột bỏ tước vị. Tước vị Thuận Thừa Quận vương do con trai thứ ba của ông là Lặc Nhĩ Bối thừa tập. Năm thứ 45 (1706), ngày 1 tháng 8 (âm lịch), giờ Tuất, ông qua đời, thọ 56 tuổi. Về sau, các người con của ông là Lặc Nhĩ Bối, Duyên Kỳ, Sung Bảo và Bố Mục Ba lần lượt tập tước Thuận Thừa Quận vương. Tuy nhiên, Lặc Nhĩ Bối, Duyên Kỳ và Sung Bảo đều mất sớm, đến năm Khang Hi thứ 54 (1715) thì Bố Mục Ba bị cách tước, tước vị do anh trai ông là Nặc La Bố thừa tập.

## Gia quyến

### Thê thiếp
- Nguyên phối: Bác Nhĩ Tế Cát Đặc thị (博爾濟吉特氏), con gái của Tô Ni Đặc Đa La Quận vương Tát Mục Tắc (萨穆塞).
- Kế thất: Thư Mục Lộc thị (舒穆祿氏), con gái của Đầu đẳng Thị vệ Cái Thái (盖泰).
- Thứ thiếp:
  - Lưu Thị (劉氏), con gái của Lưu Quế (劉桂).
  - Tào thị (曹氏), con gái của Tào Lư (曹思).
  - Tôn thị (孫氏), con gái của Lục Thập Bát (六十八).
  - Lưu thị (劉氏), con gái của Lưu Chiếu Minh (劉照明).
  - La thị (羅氏), con gái của Đức Thụ (德绶).
  - Lý thị (李氏), con gái của Lý Cửu Minh (李九明).
  - Vương thị (王氏), con gái của Vương Nhị (王二).
  - Mã thị (馬氏), con gái của Mã Ưu Tứ (馬优赐).
  - Trương thị (張氏), con gái của Trương Đại Quang (张大光).
  - Y Nhĩ Căn Giác La thị (伊爾根覺羅氏), con gái của Đồng Tinh (童旌).
  - Tha Tháp Lạp thị (他塔喇氏), con gái của Tá lĩnh Tứ Cách (四格). Chị/em gái của Thứ Phúc tấn của Nặc La Bố.
  - Nạp Lạt thị (納喇氏), con gái của Tô Nhĩ Thái (苏尔泰).
  - Phương thị (方氏), con gái của Phương Nhị (方二).

### Con trai
1. Lặc Thụ (勒綬, 1668 – 1671), mẹ là Thứ thiếp Y Nhĩ Căn Giác La thị. Chết yểu.
2. Tô Nhĩ Phật (蘇爾佛, 1672 – 1673), mẹ là Kế Phúc tấn Thư Mục Lộc thị. Chết yểu
3. Lặc Nhĩ Bối (勒爾貝, 1678 – 1682), mẹ là Thứ thiếp Lý thị. Năm 1681 tập tước Thuận Thừa Quận vương đời thứ 3 khi chưa tròn 3 tuổi vì Lặc Nhĩ Cẩm bị cách tước. Mất sớm.
4. Duyên Kỳ (延奇, 1681 – 1687), mẹ là Thứ thiếp Tào thị. Năm 1682 tập tước Thuận Thừa Quận vương đời thứ 4 khi vừa 1 tuổi vì anh trai Lặc Nhĩ Bối qua đời. Mất sớm.
5. Bố Mục Ba (穆布巴, 1682 – 1751), mẹ là Thứ thiếp Tôn thị. Năm 1698 tập tước Thuận Thừa Quận vương đời thứ 6 từ vì em trai Sung Bảo qua đời. Năm 1715 bị cách tước. Có bốn con trai.
6. Thạc Mục Bố (碩穆布, 1683 – 1684), mẹ là Thứ thiếp Tào thị. Chết yểu.
7. Sung Bảo (充保, 1685 – 1698), mẹ là Kế Phúc tấn Thư Mục Lộc thị. Năm 1687 tập tước Thuận Thừa Quận vương đời thứ 5 khi vừa hơn 2 tuổi vì anh trai Duyên Kỳ qua đời. Mất sớm.
8. Tích Đạt Bố (錫達布, 1693 – 1695), mẹ là Thứ thiếp La thị. Chết yểu.
9. Thấn Đồ (賓圖, 1694 – 1734), mẹ là Thứ thiếp Lưu thị (con gái Lưu Chiếu Minh). Có hai con trai.
10. Tân Đồ (新圖, 1696 – 1698), mẹ là Thứ thiếp Trương thị. Chết yểu.
11. Ba Nhĩ Đan (巴爾丹, 1699 – 1743), mẹ là Thứ thiếp Lưu thị (con gái Lưu Chiếu Minh). Năm 1722 nhậm Tam đẳng Thị vệ, 1 năm sau cách thối. Có ba con trai
12. Lâm Đồ (林圖, 1702 – 1726), mẹ là Thứ thiếp Mã thị. Cưới Đổng Ngạc thị, con gái của Dũng Cần công Tăng Thọ (增寿).
13. Khang Khách Lạt (康喀喇, 1705 – 1749), mẹ là Thứ thiếp Trương thị. Có sáu con trai.
14. Đa Nhĩ Trại (多爾賽, 1706 – 1708), mẹ là Thứ thiếp Tha Tháp Lạp thị. Chết yểu.